# エルナン・クレスポ
エルナン・ホルヘ・クレスポ（Hernán Jorge Crespo, 1975年7月5日 - ）は、アルゼンチン・ブエノスアイレス州出身の元サッカー選手、現サッカー指導者。現役時代のポジションはフォワード。元アルゼンチン代表。
1996年にはアトランタ五輪、1998年にはフランスW杯、2002年には日韓W杯、2006年にはドイツW杯に出場した。

## 経歴
1975年、アルゼンチンのフロリダで生まれる。父が熱狂的なCAサン・ロレンソ・デ・アルマグロのサポーターとあって幼い頃からボールを蹴り始め、クレスポ曰く「何となく入った」というCAリーベル・プレートの下部組織でサッカーを始める。各カテゴリーを順調にステップアップしていったが、特別能力のある選手とはいえず補欠選手として過ごした。14歳の時に正式契約を交わし、トップの道へ歩んだ。
プリメーラ・ディビシオン1993-94シーズンにトップチームデビューを果たすと、当時監督だったダニエル・パサレラはクレスポをスーパーサブとして起用し、クレスポはこのチャンスに13得点という数字で応えた。
1994-95シーズン、パサレラはアルゼンチン代表監督に就任することが決まりリーベルを退団。次の監督の下でクレスポは出場機会を失い、このシーズンは5得点という結果に終わった。しかし、成績不振によりすぐさま監督はラモン・ディアスに交代すると、クレスポはレギュラーに定着。6得点でシーズンを終えたが、ラモン・ディアスは辛抱強くクレスポを起用し続け、「改めて自信を得ることができた」とクレスポは述懐している。シーズン後に開催されたアトランタ五輪のアルゼンチン代表に選出され、アルゼンチン代表は銀メダルを獲得。クレスポも才能の片鱗を見せ、世界的な評価を得ることになった。
アトランタ五輪での活躍が認められ、1996年にイタリアのパルマACに移籍。当初はイタリアのサッカーに馴染めず満足のいく結果を残せなかったが、1999年にはパルマのコッパ・イタリアとUEFAカップの優勝に貢献。その功績が認められ、2000年に当時のセリエA新記録となる1100億リラ（約66億円）の移籍金でSSラツィオへ引き抜かれた。ラツィオでは移籍初年度に得点王を獲得し、在籍2年間でリーグ戦54試合計39得点とその移籍金に見合う活躍を見せた。
2002年、2000万ユーロに加えベルナルド・コッラーディの譲渡という条件でインテルへと移籍した。移籍したロナウドの後継者と見做されたが、怪我の影響で試合には出られず、結果は残せなかった。翌シーズン、ロシア人の石油王であるアブラモヴィッチがオーナーに就任したチェルシーFCが行った、スター選手を次々に獲得する補強戦略の対象となり、インテルはクレスポを手放した。サポーターからの抗議もあり思い直したインテルは白紙撤回をチェルシーに要求したが、復帰は叶わなかった。
2003年はチェルシーに活躍の場を移すもイングランドのサッカーに順応できず精彩を欠き、出場機会にも恵まれなかった。2004年にはジョゼ・モウリーニョがチェルシーの新監督となったが、構想外だったクレスポはACミランにレンタル移籍となり、イタリアに戻った。かつてパルマ時代にも監督だったカルロ・アンチェロッティ監督の下で、シェフチェンコ等とコンビを組んでその年のUEFAチャンピオンズリーグ準優勝に貢献するなど、クレスポは本来の輝きを取り戻した。本人はそのままイタリアに残ることを望んだが、2005年はレンタル元のチェルシーに呼び戻され、4-3-3の場合では伸び盛りのドログバと同じポジションを競わせる形で貴重なスーパーサブとして使われた（シーズン終盤では得点力向上のため、4-4-2の2トップで同時起用もあり）。不本意な形とはいえ、イングランドへの再挑戦では好調なパフォーマンスを維持した。
イタリアへの復帰を熱望するクレスポの意を汲む形で、2006年にはチェルシーから2年契約のレンタル移籍でインテルに復帰。ズラタン・イブラヒモビッチと2トップを形成し、欧州の主要リーグで新記録となるリーグ17連勝に貢献するなどリーグ戦独走の原動力となった。シーズン終了後には再びチェルシーへの呼び戻しが予想されたが、本人の意思もありインテルへの残留が決定、その後イギリスに戻ることなく2008年にチェルシーとの契約を終了した。しかし、2008-09シーズンはチェルシー時代にクレスポを構想から外していたモウリーニョがインテルの指揮官となり、他の主力選手が怪我や規律違反などで招集されない場合以外はベンチに登録されないことが多かった。
2009年5月29日、ジェノアCFCへの移籍が発表された。しかし、ジェノアでは思ったような出場機会を得られず、南アフリカW杯にアルゼンチン代表メンバーとして出場することを熱望していたクレスポは、2010年1月29日、パルマへ完全移籍し、約10年ぶりのパルマ復帰となった。2009-10シーズン最終節のリヴォルノ戦でパルマ復帰後初得点を決めた。しかし加齢もあってその後はなかなか出場機会を得ることができず、2012年2月2日にパルマとの契約を解除。その後、インド・スーパーリーグ参戦も報じられたが、現役を引退した。
6年間在籍したパルマでは通算94得点を記録しており、クラブ史上最多得点者となっている。
2014年7月、古巣パルマのプリマヴェーラの監督に就任。しかし翌2015年6月22日にパルマが破産したため、契約解消となった。同年6月30日、セリエBのモデナFCの監督就任が発表された。契約期間は1年間。しかし2015-2016シーズンは下位に低迷し、2016年3月26日の第33節カリアリ・カルチョ戦に敗れ、降格プレーオフ圏の18位に転落したことで解任が発表された。また、その会見の場に激怒した夫人が乱入し、クラブの給料未払いを暴露するなどの暴言を吐き、混乱に陥った。
2017年7月29日、SSDパルマ・カルチョ1913の名で再出発してセリエBへ昇格した古巣パルマの副会長に就任したことが発表された。2018年1月に副会長職を退任、アンバサダーに就任。
2018年12月19日、CAバンフィエルドの監督に就任した。2019-20シーズンは開幕から1勝1分け3敗で19位と極度の不振に陥り、2019年9月2日、成績不振を理由に解任された。
2020年1月、デフェンサ・イ・フスティシアの監督に就任。デフェンサは世界的に無名な下位クラブであったが、クレスポ就任後は「コパ・スダメリカーナ2020」でまさかの快進撃を見せ、史上初の優勝に導いた。デフェンサにとって創設以来初の国際的なタイトルであり、クレスポにとっても指導者として初の栄冠となった。デフェンサでの成績は、公式戦32試合で13勝10分け9敗であった。2021年2月8日、退任を発表。
2021年2月12日、2年契約でサンパウロFC監督に就任。しかし、セリエAで13位に低迷していた同年10月13日、双方合意の下にサンパウロとの契約を解除した。
2022年3月24日、カタール・スターズリーグのアル・ドゥハイルSC監督に就任。2022-23シーズンはスターズリーグ、リーグカップ、スターズカップの3冠を達成していた中、2023-24シーズンではアストン・ヴィラからブラジル代表MFフィリペ・コウチーニョを獲得するなどしたものの、序盤戦で躓くと、AFCチャンピオンズリーグでも2試合を戦い1分け1敗と勝利なし。クラブは「チームの結果が低迷し、ACLの突破確率が低下したため」とし、ペルセポリスとの試合を受けて10月11日にエルナン・クレスポを解任した。
2023年11月13日、UAEプロリーグのアル・アインの監督に就任。ACLでは決勝まで進み、横浜F・マリノスと対戦。1stレグを1-2で落としたが、5月25日に行われた2ndレグでは相手GKの退場もあり5-1で勝利。2試合合計6-3でアル・アインが横浜F・マリノスを下し、2003年以来21年ぶり2度目となるアジア制覇を成し遂げた。しかし、前回王者として臨んだACLエリート2024-25ではリーグステージで1分3敗と大苦戦し、4節を終えて西地区最下位に低迷。UAEリーグでも2試合消化試合が少ないものの、2勝2分1敗と好スタートを切れずにいたため11月6日、成績不振を理由にアル・アインとの契約解除をした。

## 個人成績
| クラブ                 | シーズン | リーグ                   | 背番号 | リーグ戦 | リーグ戦 | カップ戦 | カップ戦 | その他 | その他 | 合計 | 合計 |
| クラブ                 | シーズン | リーグ                   | 背番号 | 出場     | 得点     | 出場     | 得点     | 出場   | 得点   | 出場 | 得点 |
| ---------------------- | -------- | ------------------------ | ------ | -------- | -------- | -------- | -------- | ------ | ------ | ---- | ---- |
| リーベルプレート       | 1993-94  | プリメーラ(アルゼンチン) | -      | 25       | 16       | -        | -        | -      | -      | 25   | 16   |
| リーベルプレート       | 1994-95  | プリメーラ(アルゼンチン) | 21     | 18       | 4        | -        | -        | -      | -      | 18   | 4    |
| リーベルプレート       | 1995-96  | プリメーラ(アルゼンチン) | 11     | 21       | 4        | -        | -        | -      | -      | 21   | 4    |
| リーベルプレート       | 通算     | 通算                     | 通算   | 64       | 24       | -        | -        | -      | -      | 64   | 24   |
| ACパルマ               | 1996-97  | セリエＡ                 | 11     | 27       | 12       | 1        | 0        | -      | -      | 28   | 12   |
| ACパルマ               | 1997-98  | セリエＡ                 | 11     | 25       | 12       | 2        | 0        | -      | -      | 27   | 14   |
| ACパルマ               | 1998-99  | セリエＡ                 | 9      | 30       | 16       | 7        | 6        | -      | -      | 37   | 22   |
| ACパルマ               | 1999-00  | セリエＡ                 | 9      | 34       | 22       | 2        | 0        | 2      | 1      | 38   | 23   |
| ACパルマ               | 通算     | 通算                     | 通算   | 116      | 62       | 12       | 6        | 2      | 1      | 130  | 71   |
| SSラツィオ             | 2000-01  | セリエＡ                 | 10     | 32       | 26       | 1        | 0        | 1      | 0      | 34   | 26   |
| SSラツィオ             | 2001-02  | セリエＡ                 | 10     | 22       | 13       | 4        | 4        | -      | -      | 26   | 17   |
| SSラツィオ             | 通算     | 通算                     | 通算   | 54       | 39       | 5        | 4        | 1      | 0      | 60   | 43   |
| インテル・ミラノ       | 2002-03  | セリエＡ                 | 9      | 18       | 7        | -        | -        | -      | -      | 18   | 7    |
| インテル・ミラノ       | 通算     | 通算                     | 通算   | 18       | 7        | -        | -        | -      | -      | 18   | 7    |
| チェルシー             | 2003-04  | プレミアリーグ           | 21     | 19       | 10       | 2        | 0        | -      | -      | 21   | 10   |
| チェルシー             | 通算     | 通算                     | 通算   | 19       | 10       | 8        | 0        | -      | -      | 21   | 10   |
| ACミラン(loan)         | 2004-05  | セリエＡ                 | 11     | 28       | 10       | 1        | 1        | 1      | 0      | 30   | 12   |
| ACミラン(loan)         | 通算     | 通算                     | 通算   | 28       | 10       | 1        | 1        | 1      | 0      | 30   | 12   |
| チェルシー             | 2005-06  | プレミアリーグ           | 9      | 30       | 10       | 6        | 1        | 1      | 0      | 37   | 11   |
| チェルシー             | 通算     | 通算                     | 通算   | 30       | 10       | 6        | 1        | 1      | 0      | 37   | 11   |
| インテル・ミラノ(loan) | 2006-07  | セリエＡ                 | 18     | 29       | 14       | 4        | 4        | 1      | 1      | 34   | 19   |
| インテル・ミラノ(loan) | 2007-08  | セリエＡ                 | 18     | 19       | 4        | 5        | 2        | 0      | 0      | 24   | 6    |
| インテル・ミラノ       | 2008-09  | セリエＡ                 | 18     | 14       | 2        | 3        | 0        | 0      | 0      | 17   | 2    |
| インテル・ミラノ       | 通算     | 通算                     | 通算   | 62       | 20       | 12       | 6        | 1      | 1      | 75   | 27   |
| ジェノア               | 2009-10  | セリエＡ                 | 9      | 16       | 5        | 1        | 0        | -      | -      | 17   | 5    |
| ジェノア               | 通算     | 通算                     | 通算   | 16       | 5        | 1        | 0        | -      | -      | 17   | 5    |
| パルマFC               | 2009-10  | セリエＡ                 | 77     | 13       | 1        | -        | -        | -      | -      | 13   | 1    |
| パルマFC               | 2010-11  | セリエＡ                 | 9      | 29       | 9        | 2        | 2        | -      | -      | 31   | 11   |
| パルマFC               | 2011-12  | セリエＡ                 | 9      | 4        | 0        | 2        | 2        | -      | -      | 6    | 2    |
| パルマFC               | 通算     | 通算                     | 通算   | 46       | 10       | 4        | 4        | -      | -      | 50   | 14   |

| リーグ                     | リーグ戦 | リーグ戦 | カップ戦 | カップ戦 | その他 | その他 | 合計 | 合計 |
| リーグ                     | 出場     | 得点     | 出場     | 得点     | 出場   | 得点   | 出場 | 得点 |
| セリエＡ(国内)総通算       | 340      | 153      | 35       | 21       | 5      | 2      | 380  | 176  |
| プレミアリーグ(国内)総通算 | 49       | 20       | 14       | 1        | 1      | 0      | 64   | 21   |
| 国内キャリア総通算         | 453      | 197      | 49       | 22       | 6      | 2      | 508  | 221  |
| -------------------------- | -------- | -------- | -------- | -------- | ------ | ------ | ---- | ---- |

| 国際大会               | 国際大会       | 国際大会 | 国際大会 |
| クラブ                 | シーズン       | 出場     | 得点     |
| CONMEBOL               | CONMEBOL       | CONMEBOL | CONMEBOL |
| ---------------------- | -------------- | -------- | -------- |
| リーベルプレート       | 1994           | 3        | 0        |
| リーベルプレート       | 1995           | 4        | 2        |
| リーベルプレート       | 1996           | 13       | 10       |
| リーベルプレート       | 通算           | 20       | 12       |
| UEFA                   |                |          |          |
| パルマAC               | 1996-97        | -        | -        |
| パルマAC               | 1997-98        | 8        | 2        |
| パルマAC               | 1998-99        | 8        | 6        |
| パルマAC               | 1999-00        | 5        | 3        |
| パルマAC               | 通算           | 21       | 11       |
| SSラツィオ             | 2000-01        | 6        | 2        |
| SSラツィオ             | 2001-02        | 7        | 3        |
| SSラツィオ             | 通算           | 13       | 5        |
| インテル・ミラノ       | 2002-03        | 12       | 9        |
| インテル・ミラノ       | 通算           | 12       | 9        |
| チェルシー             | 2003-04        | 10       | 2        |
| チェルシー             | 通算           | 10       | 2        |
| ACミラン(loan)         | 2004-05        | 10       | 6        |
| ACミラン(loan)         | 通算           | 10       | 6        |
| チェルシー             | 2005-06        | 5        | 2        |
| チェルシー             | 通算           | 5        | 2        |
| インテル・ミラノ(loan) | 2006-07        | 6        | 1        |
| インテル・ミラノ(loan) | 2007-08        | 5        | 1        |
| インテル・ミラノ       | 2008-09        | 0        | 0        |
| インテル・ミラノ       | 通算           | 11       | 2        |
| ジェノア               | 2009-10        | 4        | 2        |
| ジェノア               | 通算           | 4        | 2        |
| UEFA総通算             | UEFA総通算     | 86       | 36       |
| 国際大会総通算         | 国際大会総通算 | 106      | 48       |

| キャリア総通算 | 出場 | 得点 |
| キャリア総通算 | 614  | 269  |
| -------------- | ---- | ---- |

## 代表歴

### 出場大会
- アルゼンチン代表
  - 1998 FIFAワールドカップ (ベスト8)
  - 2002 FIFAワールドカップ (グループリーグ敗退)
  - 2006 FIFAワールドカップ (ベスト8)

### 試合数
- 国際Aマッチ 63試合 35得点（1995年-2007年）[10]

| アルゼンチン代表 | 国際Aマッチ | 国際Aマッチ |
| 年               | 出場        | 得点        |
| ---------------- | ----------- | ----------- |
| 1995             | 1           | 0           |
| 1996             | 2           | 0           |
| 1997             | 9           | 3           |
| 1998             | 2           | 3           |
| 1999             | 4           | 1           |
| 2000             | 8           | 4           |
| 2001             | 6           | 6           |
| 2002             | 4           | 2           |
| 2003             | 5           | 3           |
| 2004             | 4           | 1           |
| 2005             | 7           | 6           |
| 2006             | 6           | 3           |
| 2007             | 5           | 3           |
| 通算             | 63          | 35          |

## タイトル

### クラブ
リーベル・プレート
- プリメーラ・ディビシオン : 1993-94A, 1994-95A
- コパ・リベルタドーレス : 1996

パルマ
- コッパ・イタリア : 1998-99
- UEFAカップ : 1998-99
- スーペルコッパ・イタリアーナ : 1999

ラツィオ
- スーペルコッパ・イタリアーナ : 2000

チェルシー
- FAコミュニティ・シールド : 2005
- プレミアリーグ : 2005-06

ミラン
- スーペルコッパ・イタリアーナ : 2004

インテル・ミラノ
- スーペルコッパ・イタリアーナ : 2006, 2008
- セリエA : 2006-07, 2007-08, 2008-09

### 代表
アルゼンチン代表
- パンアメリカン競技大会 : 1995
- オリンピックサッカー銀メダル : 1996

### 個人
- プリメーラ・ディビシオン得点王 : 1994
- アトランタ五輪得点王 : 1996
- セリエA得点王 : 2000-01
- コッパ・イタリア得点王 : 1999, 2007
- FIFA 100

### 指導者
- コパ・スダメリカーナ : 2020
- AFCチャンピオンズリーグ : 2024